# Gypsophila mongolica
Gypsophila mongolica är en nejlikväxtart som beskrevs av Youssef Ibrahim Barkoudah. Gypsophila mongolica ingår i släktet slöjor, och familjen nejlikväxter. Inga underarter finns listade i Catalogue of Life.